# Donacià de Reims
Per a d'altres sants anonemats igual, vegeu: Donacià de Nantes
Donacià de Reims (Reims?, primer quart del segle IV - 389) fou un bisbe de Reims, venerat com a sant per l'Església catòlica.

## Biografia i veneració

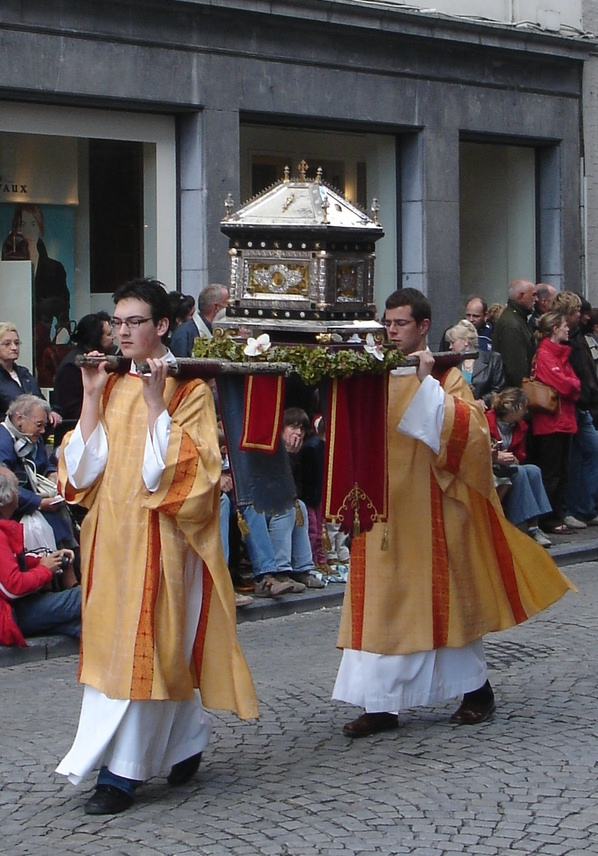
Processó a Bruges amb el reliquiari de Sant Donacià.

No es coneix res de la seva vida, només que era el vuitè dels bisbes de Reims. Era desconegut fins que el 863, el comte Balduí I de Flandes va fer traslladar-ne les relíquies de Saint-Agricol de Reims à l'antiga catedral de Bruges, anomenada de Sankt-Donaas. Avui són a la catedral de la Mare de Déu de Bruges.

### Llegenda
La llegenda diu que fou llençat al riu en néixer. Un sant home va posar a l'aigua una roda amb cinc ciris, que s'aturà al lloc on era i es va poder salvar i així sobrevisqué.